# 영천 이대전 유허비
영천 이대전 유허비(永川 李大田 遺墟碑)은 대한민국 경상북도 영천시 대전동에 있는 유허비이다. 1985년 8월 5일 경상북도의 문화재자료 제24호로 지정되었다.

## 개요
유허비란 옛 선현의 자취를 살피어 후세에 전하고 이를 계기로 그의 공적을 기리기 위해 세워두는 것으로, 이 비는 조선시대 전기의 문신인 대전 이보흠 선생의 행적을 적고 있다.
이보흠(1397∼1457) 선생은 세종 11년(1429) 과거에 급제하여 동부후도관과 사정을 거쳐 집현전 박사가 되었다. 외직을 맡을 때의 경험을 토대로 사창법에 관한 건의를 하여 세종 30년(1448) 대구지역에서 시범적인 시행을 하였고, 이 법이 효과를 거두자 계속적인 실시를 위해 힘을 다하였다.『세종실록』의 편찬에도 관여하였으며, 세조 3년(1457) 순흥부사로 있을 때 이 곳에 유배와 있던 금성대군과 함께 단종의 복위를 모의하다 사전에 발각되어 평안도 박천지역으로 유배간 후 그곳에서 처형당하였다. 정조 때에서야 명예가 회복되어 이조판서에 추증되었다.
비각 안에 있는 비는 받침돌 위로 비몸을 세우고 머릿돌을 올려놓은 모습으로, 조선 인조 7년(1629) 선생이 어린시절을 보내었던 이곳에 세워 두었다.

## 참고 자료
- 이대전유허비 - 국가유산청 국가유산포털